# Zebula Country Club
De Zebula Country Club is een countryclub in Bela-Bela, Zuid-Afrika. De club is opgericht in 2004 en heeft een 18-holes golfbaan met een par van 72.
De club ligt 35 kilometer ten westen van Bela Bela. De club is ook bereikbaar met de vliegtuig, want naast de golfbaan is er een klein vliegveld.
Naast een golfbaan, heeft de club ook een zwembad, een gym, een squash-, een tennisbaan en een safariresort.

## De baan
De golfbaan werd ontworpen door de golfbaanarchitect Peter Matkovich. De fairways en de tees werden beplant met kikuyugras, een tropische grassoort, en de greens met struisgras.

## Golftoernooien
- Vodacom Origins of Golf Tour: 2012